# Escola de Saúde Pública do Ceará
A Escola de Saúde Pública do Ceará é uma autarquia do Ceará criada em 1993 para atender a demandas do Sistema Único de Saúde no estado no tocante ao desenvolvimento dos profissionais de saúde. A escola oferece cursos de nível superior para os profissionais de saúde envolvidos com a saúde pública. A ESP tem sede em Fortaleza e está interligada a rede GigaFOR.

## História
A Escola de Saúde Pública do Ceará – ESP/CE, criada pela Lei nº12.140, de 22 de julho de 1993, com competência redefinida de acordo com o inciso IV do art. 78 da Lei nº 13.875, de 7 de fevereiro de 2007, e reestruturada de acordo com o Decreto nº 30.602, de 15 de julho de 2011, é uma entidade da Administração Indireta Estadual, de natureza autárquica, vinculada a Secretaria da Saúde do Ceará – SESA, regendo-se por regulamento próprio, pelas normas internas e a legislação pertinente em vigor.
Em 10 de maio de 2021 através de alteração na Lei nº 17.476, constituiu-se como Instituição Científica, Tecnológica e de Inovação (ICT), cuja finalidade é desenvolver atividades no campo do ensino, da extensão, inteligência, pesquisa básica ou aplicada de caráter científico. Assim, a ESP/CE renovou sua estrutura e o seu modelo de negócio, organizando-se a partir de Eixos Estratégicos para as suas novas ações: Educação e Extensão; Desenvolvimento Educacional; Pesquisa em Saúde; Inovação e Tecnologia; Inteligência em Saúde; e Gestão e Governança.
A busca por melhores resultados é fundamental para que qualquer organização se mantenha sustentável, tanto no setor público ou privado. Desse modo, a definição da Missão, Visão e Valores representa a intenção estratégica, o pensar sistêmico, que deve influenciar o comportamento e as atitudes dos colaboradores da ESP. A disseminação e internalização tem sido alvo permanente de monitoramento e avaliação no sentido de aferir se estamos no rumo certo.
Missão
Qualificar a força de trabalho e fortalecer o sistema de saúde por meio da educação, pesquisa, inovação e inteligência para o bem estar e felicidade das pessoas.

#### Eixos de Atuação
- Educação
- Pesquisa
- Inteligência
- Inovação

#### Principais Estruturas
- CISEC - Centro de Inteligência em Saúde do Estado do Ceará
- FeliciLab - Laboratório de Inovação no SUS do Ceará
- CSS - Centro de Simulação em Saúde